# 深尾繁峯
深尾 繁峯（ふかお しげみね）は、江戸時代中期の土佐藩の家老。深尾家当主・佐川領主5代。

## 略歴
元禄10年（1697年）、深尾重方の子として誕生した。
宝永3年（1706年）、父・重方が咎めを受けて隠居することとなり家督相続する。同年12月、家老職に任じられる。
享保5年（1720年）、土佐藩7代藩主・山内豊常の家督相続の御礼言上の際に、江戸城で8代将軍・徳川吉宗に拝謁する。享保11年（1726年）、弟の稠済を養嫡子とし、藩主・豊常に御目見させる。享保17年（1732年）、病のため稠済が政務を代行する。
元文元年（1736年）、次男・豊之が藩主一門・山内豊成の婿養子となる。元文4年（1739年）、長男・繁英が稠済の養子となる。その後、稠済、繁英に先立たれたため、寛延2年（1749年）8月、山内隼人茂信（山内規重の子）の子の茂澄を養子に迎えた。
宝暦2年（1752年）、死去した。
父・重方と同じく学問に熱心で、地元佐川の出身であった儒学者・富永惟安を招き儒臣として登用した。

## 系譜
- 父：深尾重方
- 弟：深尾稠済（半兵衛）
  - 甥：深尾久太郎
- 正室：中山篤親の娘
- 側室：出雲路信直の次女
- 子女
  - 男子：深尾繁英
  - 男子：山内豊之 - 山内豊成の婿養子
  - 男子：山内茂信室
  - 養子：深尾茂澄（信之助） - 山内茂信の子

## 家臣
- 上村八郎兵衛
- 岩神九兵衛
- 山田源左衛門